# Nordic City
Nordic City är Bazar Blås debutalbum, utgivet 1998.

## Låtlista
Låtarna är skrivna av Björn Meyer om inget annat anges.
1. Nordic City (Johan Hedin) – 5:42
2. Leafsong – 2:33
3. Just Add Water – 4:00
4. Solpolskan (Johan Hedin) – 7:03
5. Altair – 3:20
6. Norsken (trad) – 2:01
7. Dalaimama Part One – 4:18
8. Dalaimama Part Two – 2:09
9. I grevens tid (Johan Hedin) – 2:44
10. Dädäbäbäre – 4:22
11. Haijaja (Bazar Blå) – 2:45
12. Blues for Elks (Bazar Blå) – 3:21
13. Björnpolskan – 1:37

## Medverkande
- Björn Meyer – bas
- Johan Hedin – nyckelharpa
- Fredrik Gille – slagverk

## Mottagande
Roots World gav skivan en positiv recension.